# Llista de museus de Letònia
Llista de museus de Letònia no exhaustiva.

## Riga
- Museu Memorial Andrejs Upīts
- Arsenāls – Museu de Belles Arts[1]
- Museu Memorial Krišjānis Barons
- Museu Etnogràfic a l'aire lliure de Riga[2]
- Museu Letó d'Arquitectura[3][4]
- Museu d'Arts Decoratives i Disseny de Letònia[5]
- Museu Letó d'Art Estranger[6]
- Museu Nacional d'Història de Letònia[7][8]
- Museu d'Història Natural de Letònia[9]
- Museu Letó de la Farmàcia[10]
- Museu Letó de la Fotografia[11]
- Museu Letó del Ferrocarril[12]
- Museu d'Art Nacional de Letònia[13]
- Museu de la Guerra de Letònia[14]
- Museu de Barricades de 1991[15]
- Museu de la Televisió Letona
- Museu d'Història i Navegació de Riga[16]
- Museu de l'Ocupació de Letònia[17]
- Museu «Jueus a Letònia»
- Museu del Front Popular
- Museu Memorial Ojars Vacietis[18]
- Museu Pauls Stradins per la Història de la Medicina[19]
- Museu d'Aviació de Riga[20]
- Museu del Cinema de Riga[21]
- Museu del Motor de Riga[22]
- Museu de Porcellana de Riga[23]

## Altres ciutats
- Museu de la Bíblia d'Alūksne
- Andrejs Pumpurs Museum Lielvarde
- Museu de Liepāja
- Museu de Tukums (tukumamuzejs.lv www.imuseum.lv Arxivat 2007-09-28 a Wayback Machine.)
- Turaida Museum Reserve(turaida-muzejs.lv)